# Einzelhandelserlass
Als Einzelhandelserlass wird eine schriftliche Äußerung auf Regierungsebene zu Fragen der baurechtlichen und raumordnungsrechtlichen Planung und Zulässigkeit des insbesondere großflächigen Einzelhandels verstanden. Viele Bundesländer haben solche Erlasse öffentlich bekanntgemacht, um auf diese Weise über die geltenden Rechtsvorschriften, über die bestehende Rechtsprechung und über Planungs- und Zulassungsverfahren zu informieren. Sie dienen dem Zweck, eine einheitliche Rechtsanwendung in dem jeweiligen Bundesland sicherzustellen. Einige Bundesländer (z. B. Brandenburg) fügen ihren Einzelhandelserlassen Arbeitshilfen für Planer und Gemeinden sowie Sortimentslisten zur Abgrenzung zentrenrelevanter und nicht zentrenrelevanter Sortimente bei. 
Die Einzelhandelserlasse sind selbst keine Rechtsnorm, sondern geben als Verwaltungsvorschrift lediglich die Auffassung der zuständigen Behörden – hier regelmäßig der jeweiligen Bauministerien – wieder. Für die Behörden in dem Bundesland sind sie grundsätzlich bindend. Maßgeblich bleibt aber die sich aus den Gesetzen und Verordnungen ergebende Rechtslage.
In Nordrhein-Westfalen regelt der Einzelhandelserlass eine Pflicht der Bauaufsichtsbehörden, bestimmte Einzelhandelsvorhaben außerhalb von Kerngebieten oder Sondergebieten für großflächigen Einzelhandel vor der Erteilung einer Baugenehmigung oder eines Bauvorbescheides den Bezirksregierungen zur Prüfung vorzulegen.